# Memory Mapped I/O
Memory Mapped I/O (MMIO) (deutsche Übertragungen wie speicherabgebildete Ein-/Ausgabe oder speicherbezogene Adressierung konnten sich bislang nicht durchsetzen) ist ein Verfahren zur Kommunikation einer Zentraleinheit mit Peripheriegeräten. Die I/O-Register von elektronischen Bauelementen, mit denen angeschlossene Hardware gesteuert wird, werden in den Hauptspeicher-Adressraum abgebildet. Der Zugriff auf die Bauelemente kann dann über übliche Speicherzugriffsroutinen geschehen. Es werden keine besonderen Befehle benötigt wie bei der Realisierung der Ein-/Ausgabe mittels I/O-Ports am Prozessor. Sind die Bauelemente in den Prozessor integriert (Mikrocontroller), ist Memory Mapped I/O der Regelfall. Das Gegenstück ist Port-Mapped I/O oder Isolated I/O – die Register der Bauelemente werden über eigene Portadressen in einem separaten I/O-Adressraum angesprochen.
Gegenüber einem separaten I/O-Bus besitzt Memory Mapped I/O den Vorteil, dass man in der Regel über Strukturen und Pointer aus einer Hochsprache wie C oder C++ vollständig auf die Hardware zugreifen kann, ohne Teile des Programms in Assembler bzw. Maschinensprache schreiben zu müssen. Der Nachteil besteht darin, dass ein Teil des Adressraums dadurch belegt wird und nicht mehr für echten Hauptspeicher genutzt werden kann. Somit verkleinert sich die maximale nutzbare Speichergröße, was vor allem bei Prozessoren mit kleinen Adressräumen problematisch sein kann.
Heute herrscht immer noch ein Nebeneinander von Memory- und Port-Mapped-Verfahren. Memory-Mapped-I/O ist zwar eine Vereinfachung für die Softwareentwicklung, jedoch problematisch in Bezug auf die Konstruktion – insbesondere bei einem modularen Aufbau der Systeme. Memory-Mapped-I/O wurde daher anfänglich im Wesentlichen bei Systemen mit festem Aufbau verwendet, etwa vielen 8-Bit-Rechnern und dem Commodore Amiga. Die bei Personal Computern dominierenden Intel-Prozessoren bieten zwar auch Port-Mapped I/O an, werden aber trotzdem immer mehr auch in Memory-Mapped-Umgebungen betrieben, um deren Vorteile auszunutzen, was dank der in der 64-Bit-Ära größer gewordenen Adressräume leichter umsetzbar ist.